# Робърт Пийл
Робърт Пийл (на английски: Robert Peel) е британски политик, министър-председател от декември 1834 до април 1835 и повторно от юни 1841 до 29 юни 1846. Преди това на два пъти е министър на вътрешните работи (1822 – 27 и 1828 – 30). Сочен е за основоположник на съвременната правоохранителна система във Великобритания и основател на лондонската полицейска служба (Metropolitan Police Service). Един от основателите на Консервативната партия. По негова инициатива са отменени Житните закони, ограничаващи вноса на зърно
Син на заможен производител на текстил и политик, Пийл е първият министър-председател с буржоазен произход. Той завършва с отличен успех по класическа филология и математика колежа Крайст Чърч в Оксфорд. Става член на Камарата на общините през 1809, с което започва забележителната му кариера в партията на торите. Пийл става член на правителството като министър на вътрешните работи (1822 – 27) и под негово ръководство се реформира наказателното право и се създава модерна полицейска служба с нов тип офицери, които в негова чест са наречени „бобита“ („bobbies“). След кратка пауза поема отново поста на вътрешен министър в правителството на своя политически ментор херцога на Уелингтън (1828 – 1830), същевременно ръководейки Камарата на общините (Leader of the House of Commons).
В периода 1830 – 34 се намира в опозиция, а от ноември 1834 е избран за министър-председател и едновременно за канцлер на хазната. Издава т.нар. манифест Tamworth (декември 1834), положил основните принципи на съвременната Консервативна партия. Правителството му е правителство на малцинството и зависи в голяма степен от подкрепата на вигите. Само след четири месеца правителството пада и той се връща към ролята си на лидер на опозицията в парламента, а правителството оглавява лорд Мелбърн (1835 – 1841). След общите избори през 1841 г. Пийл отново става министър-председател и правителството му управлява пет години. Действията му играят голяма роля за установяването на свободна търговия и съвременна банкова система. Приети са закони за мините, подоходния данък, за фабриките и за регулиране на железниците. След избухването на Големия глад в Ирландия, се солидаризира с вигите и радикалите, които искат отмяна на Житните закони и това води до оставката му през 1846. Пийл остава влиятелен член на парламента и лидер на групата на „пийлитите“ до смъртта си през 1850.
Пийл е известен с това, че често започва с опозиция, характерна за торите, към дадена мярка, но след това обръща мнението си и застава начело на подкрепата за либерално законодателство. Пример за това са позициите му по следните закони: Test Act, Catholic Emancipation, Reform Act, подоходния данък и, най-важно, отмяната на Житните закони. Историкът А. Тейлър пише: „Пийл е в първите редици държавници от XIX век. Той провежда католическата еманципация, отменя Житните закони и създава съвременната Консервативна партия върху руините на старите тори“.